# هارون مارش
هارون مارش (بالإنجليزية: Aaron Marsh)‏ هو ملحن ومنتج أسطوانات وموسيقي وكاتب أغاني أمريكي، ولد في 1975 في أورلاندو في الولايات المتحدة.

## روابط خارجية
- هارون مارش على موقع IMDb (الإنجليزية)
- هارون مارش على موقع ميوزك برينز (الإنجليزية)